# 鸡鸣寺
鸡鸣寺位于中华人民共和國南京玄武湖南岸鸡笼山东麓的山阜上，是南京的著名佛寺，为尼众道场。

## 历史
鸡鸣寺所处的地方在三国時是东吴后苑，東晋时為廷尉属。这里最早的佛教道场创建于永康元年。南朝梁大通元年（527年），梁武帝在台城北面修建同泰寺，相传就在鸡鸣寺现址。同泰寺的寺名取自梵语“以协同泰”，规模宏大，有大殿六座，宝塔九层，号称南朝四百八十寺之首。梁武帝多次在这里出家舍身，549年侯景作乱攻入台城，梁武帝饿死，同泰寺也毁于战乱。五代十国楊吳天赞元年（922年），楊行密在同泰寺故址修建了台城千佛院。南唐时为净居寺，后又改名圆寂寺，宋代为法宝寺。明洪武二十年（1387年），明太祖朱元璋命令在旧址上重建寺院，定名為鸡鸣寺。永乐年间，灵谷寺的宝志法坛迁到鸡鸣寺，为西藏噶玛噶举派活佛大宝法王哈立麻（得银协巴）建施舍台。鸡鸣寺在宣德、成化、弘治年间经过多次扩建，成为南京金陵城内第二大寺。清朝康熙皇帝和乾隆皇帝南巡经过鸡鸣寺时，分别题字“鸡鸣古寺”和“古鸡鸣寺”。咸丰年间，鸡鸣寺毁于兵火，同治年间重修，规模縮减。光绪年间建豁蒙楼，民国初期建景阳楼。1958年，鸡鸣寺被改为比丘尼道场。1973年大部分建筑毁于大火，1981年由南京市人民政府拨款重修。

## 建筑景观
鸡鸣寺内现有大雄宝殿、观音楼、韦驮殿、志公墓、藏经楼、念佛堂和药师佛塔等主要建筑。
药师佛塔
药师佛塔是1991年新建的七层八面佛塔，高44.8米。塔内供奉一座明代青铜铸造的药师琉璃光如来佛像，这座佛像原来在北京雍和宫，经赵朴初申请、周恩来批准，1972年移至鸡鸣寺。药师佛塔从第二层开始，每层设四个明代金丝楠木佛龛，每座佛龛里供有楠木药师佛像，共24尊。
观音殿
鸡鸣寺观音殿内供奉的观音像面北而坐，殿门的楹联写道：“问菩萨为何倒坐，叹众生不肯回头”。
豁蒙楼
豁蒙楼位于鸡鸣寺最高处。清末，两江总督张之洞曾多次和学生杨锐登临鸡鸣寺。戊戌变法失败、杨锐等“六君子”死难后，张之洞在鸡鸣寺倡建此楼，以杜甫诗句“忧来豁蒙蔽”命名，作为纪念。张之洞题：“胜地何常经浩劫，斯楼不朽奈名传”，梁启超题：“江山重叠争供眼，风雨纵横乱入楼”。
胭脂井
鸡鸣寺东有一古井，相傳即為古胭脂井。隋開皇九年，隋文帝發兵滅陳，隋軍攻入台城之時，陈后主与其妃张丽华、孔贵嫔藏入胭脂井，后被隋兵发现而成爲俘虏，故又名辱井。

## 交通

### 公共汽车
| 鸡鸣寺 | 鸡鸣寺       | 鸡鸣寺 | 鸡鸣寺   | 鸡鸣寺             |
| 编号   | 路线         | 路线   | 路线     | 备注               |
| ------ | ------------ | ------ | -------- | ------------------ |
| 304    | 雨花台南大门 | ⇆      | 西家大塘 | 部分班次绕经峨眉路 |

### 地铁
南京地铁3号线、4号线均可到达鸡鸣寺站

## 相关图片

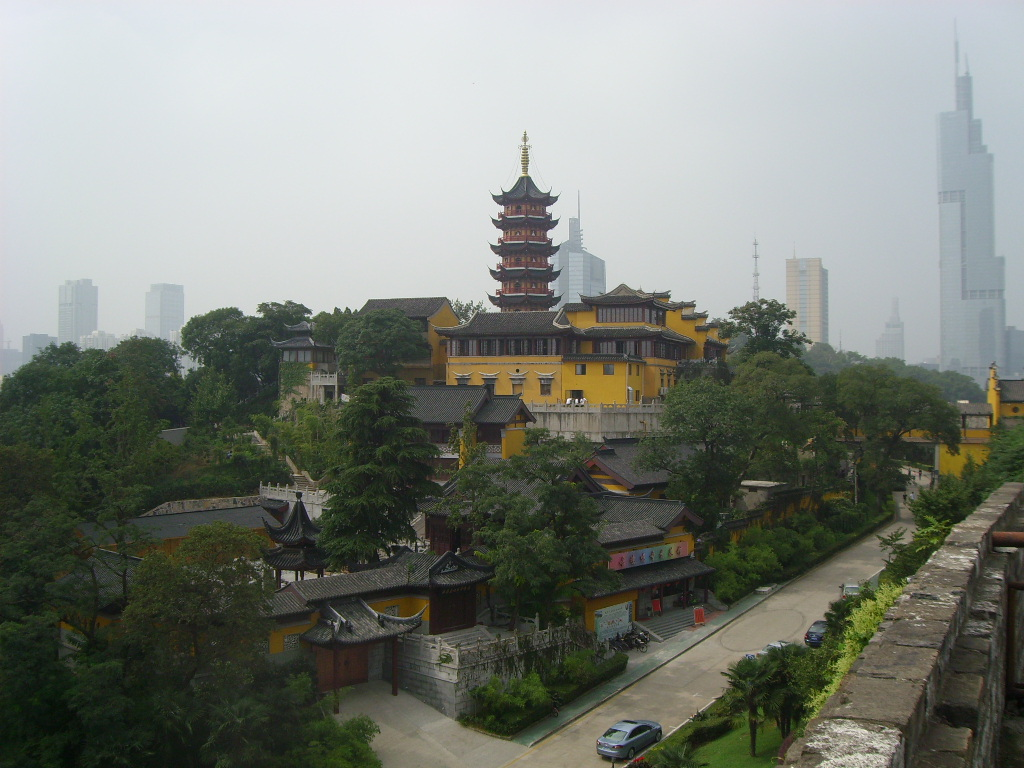
全景
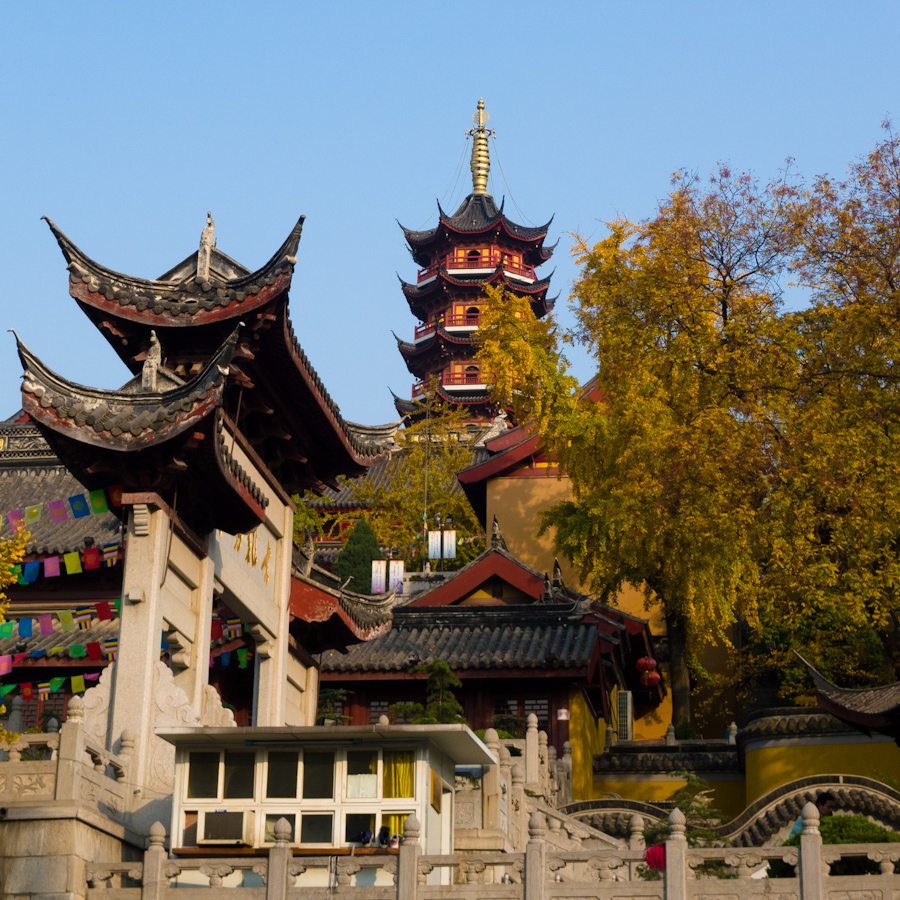
从古生物研究所看鸡鸣寺
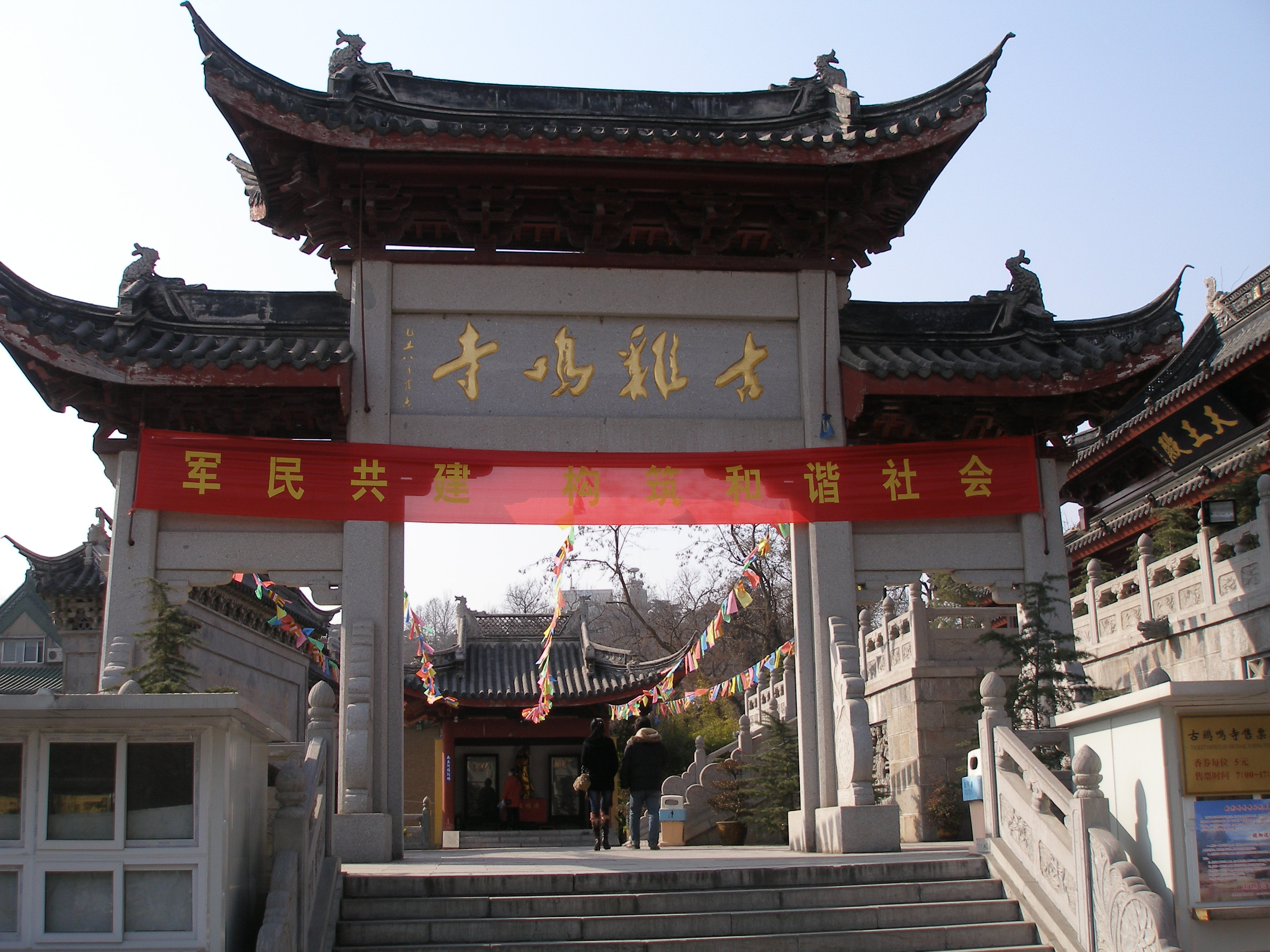
正门
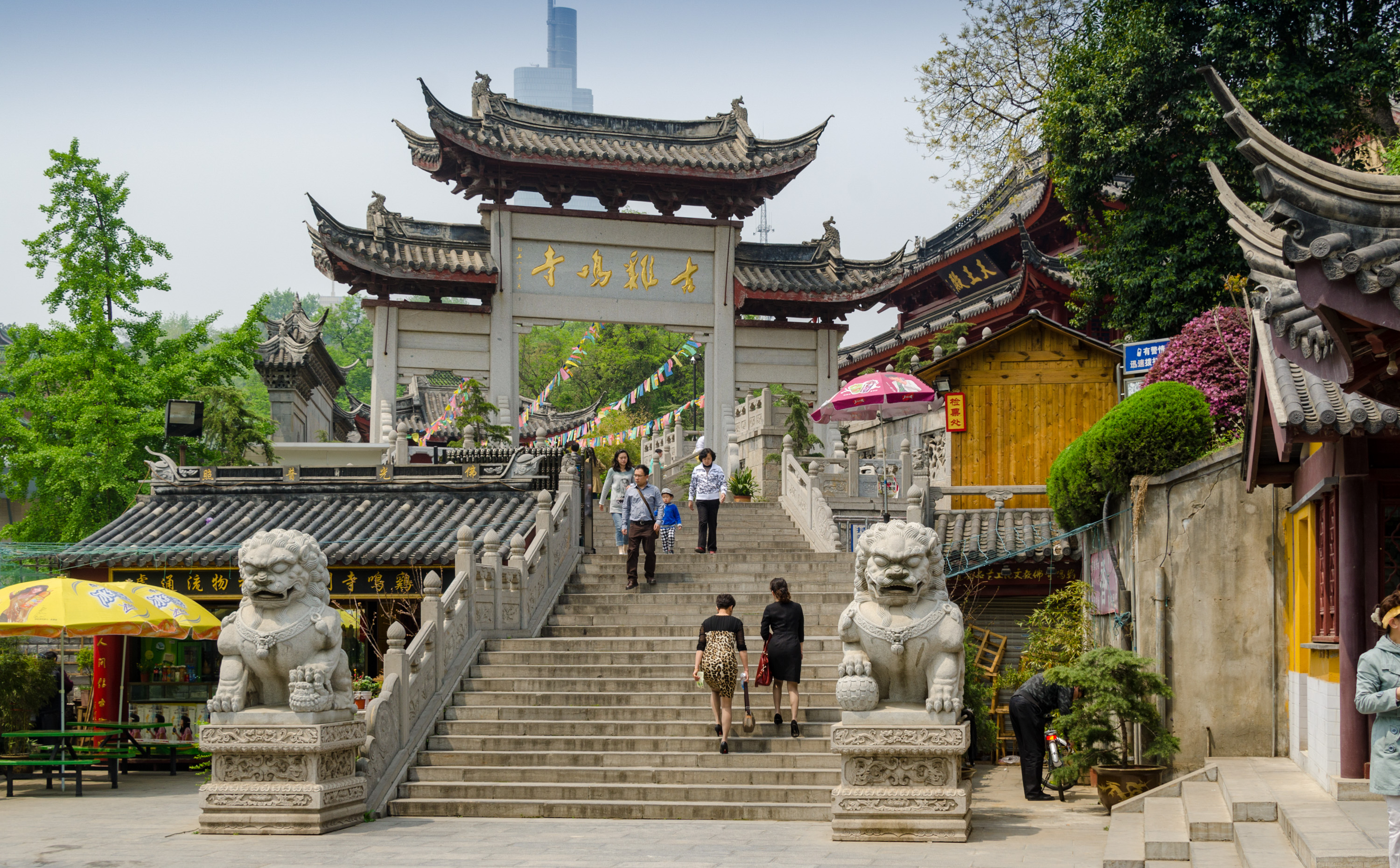
正门全景
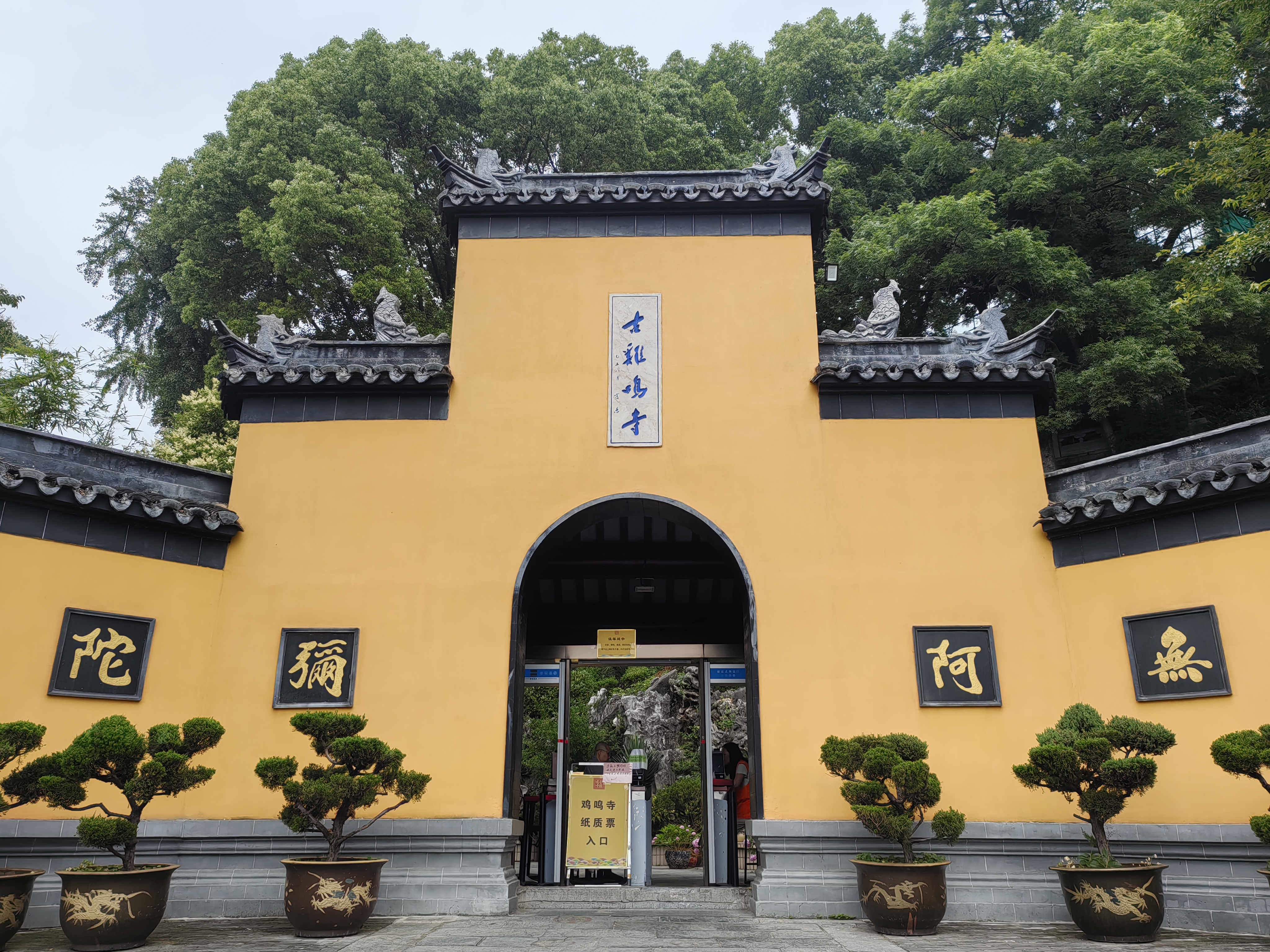
山门
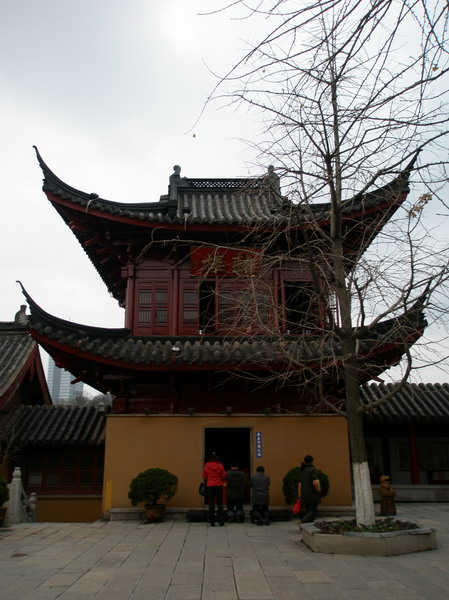
鼓楼
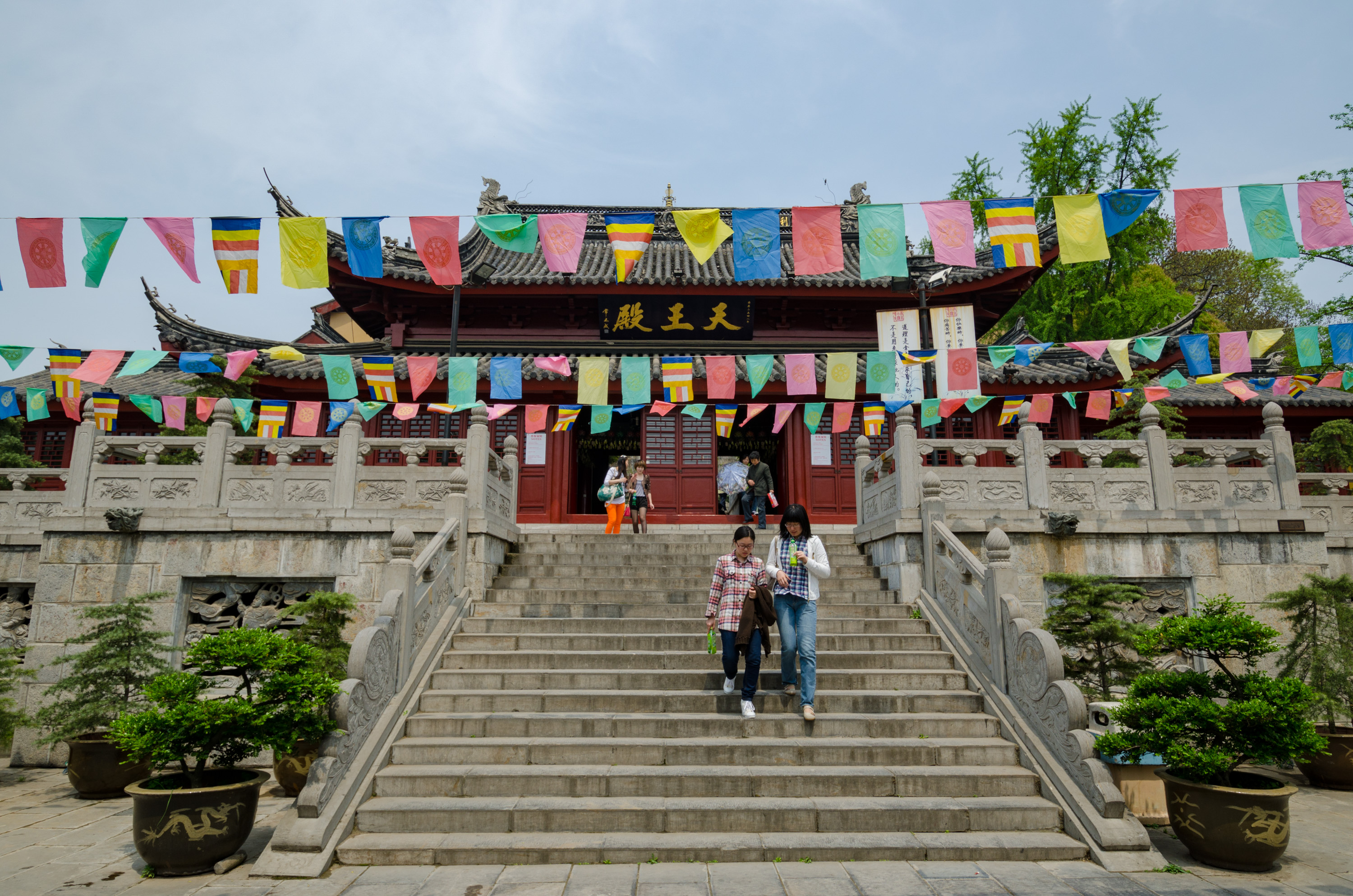
天王殿
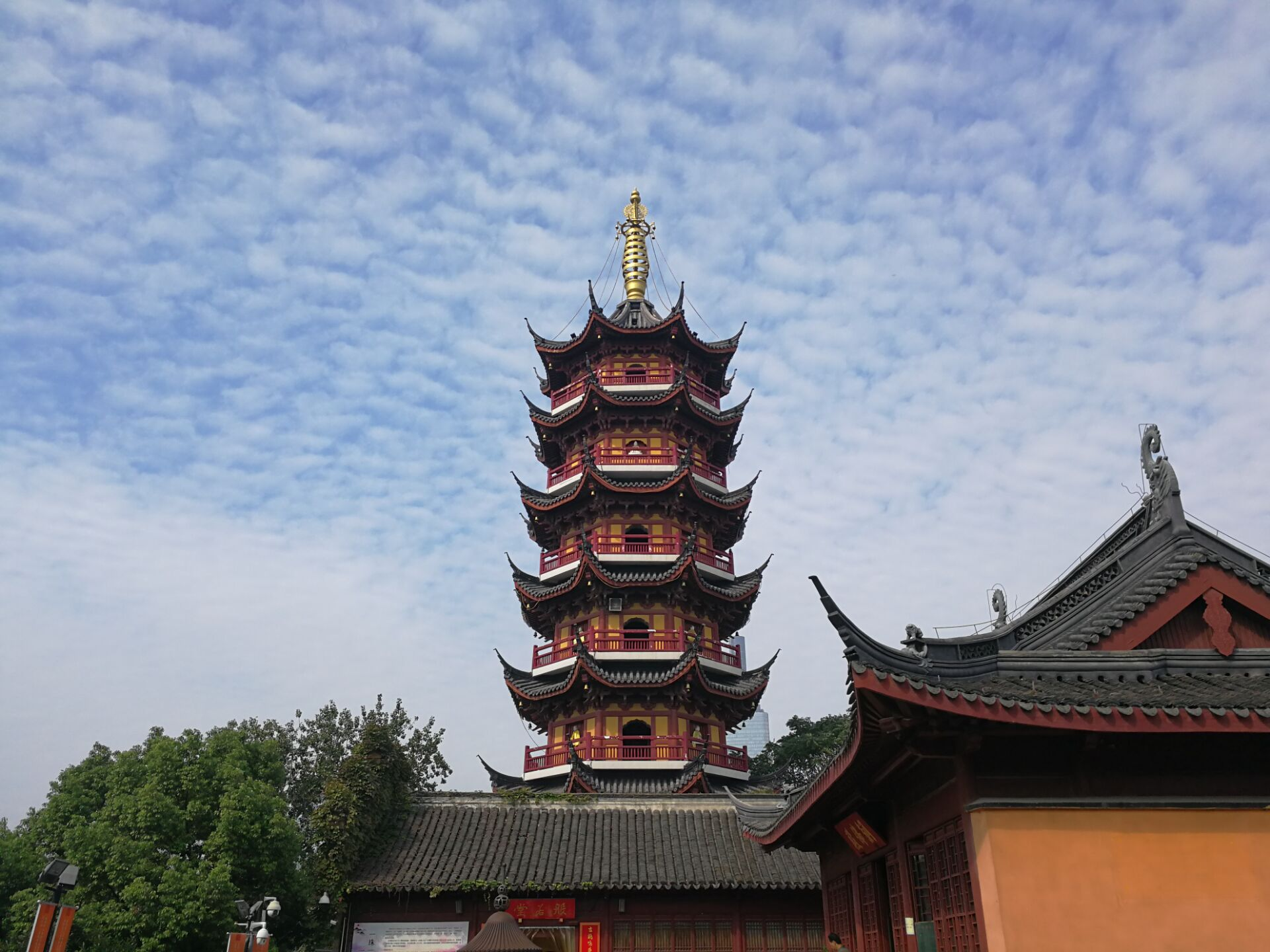
药师塔
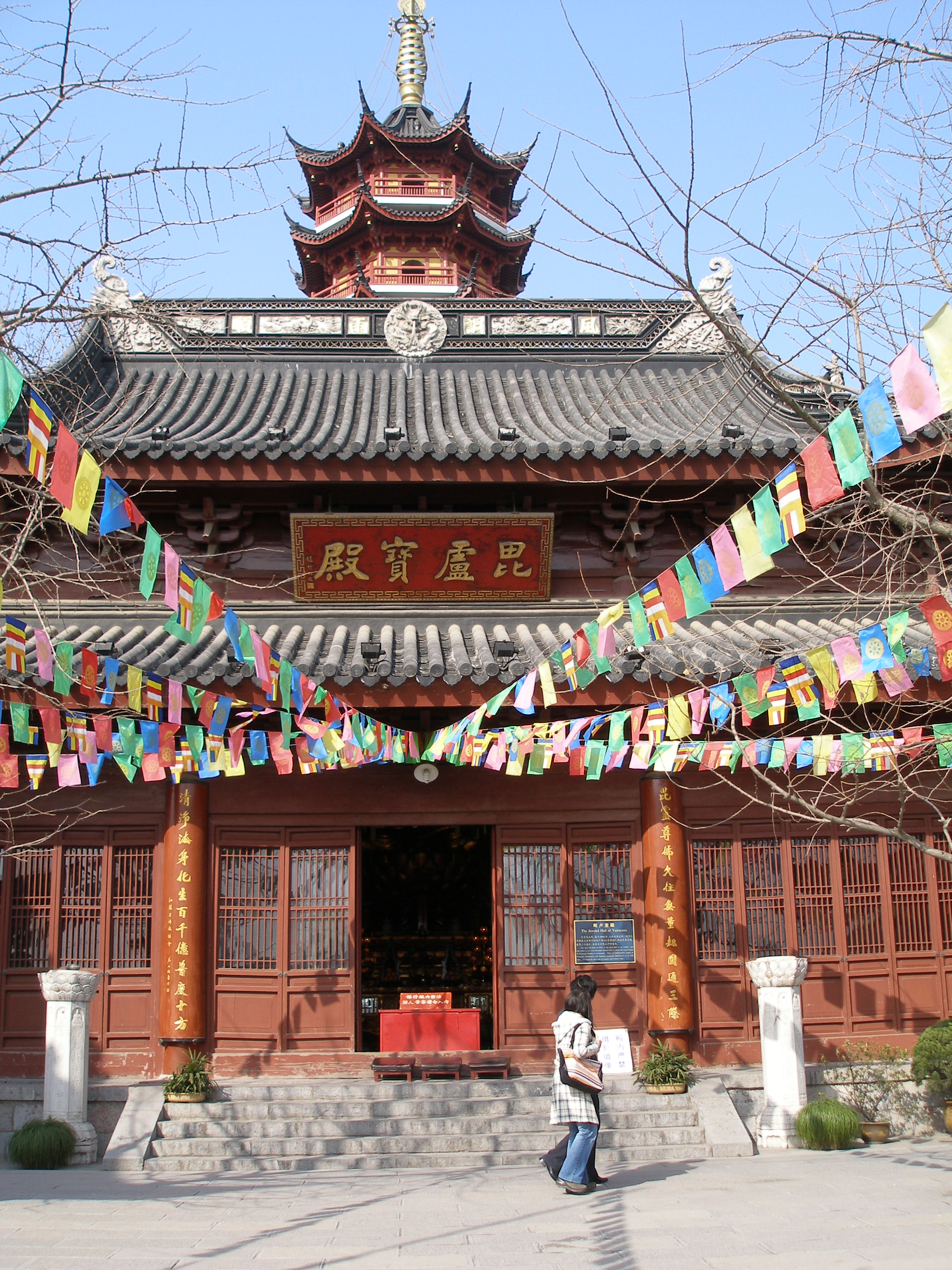
毗卢宝殿与药师塔
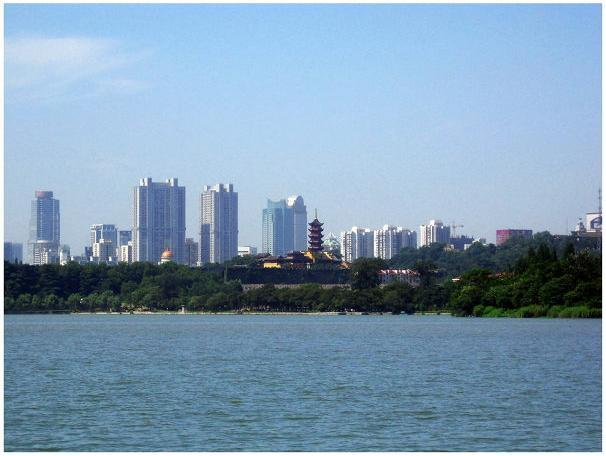
从玄武湖看鸡鸣寺
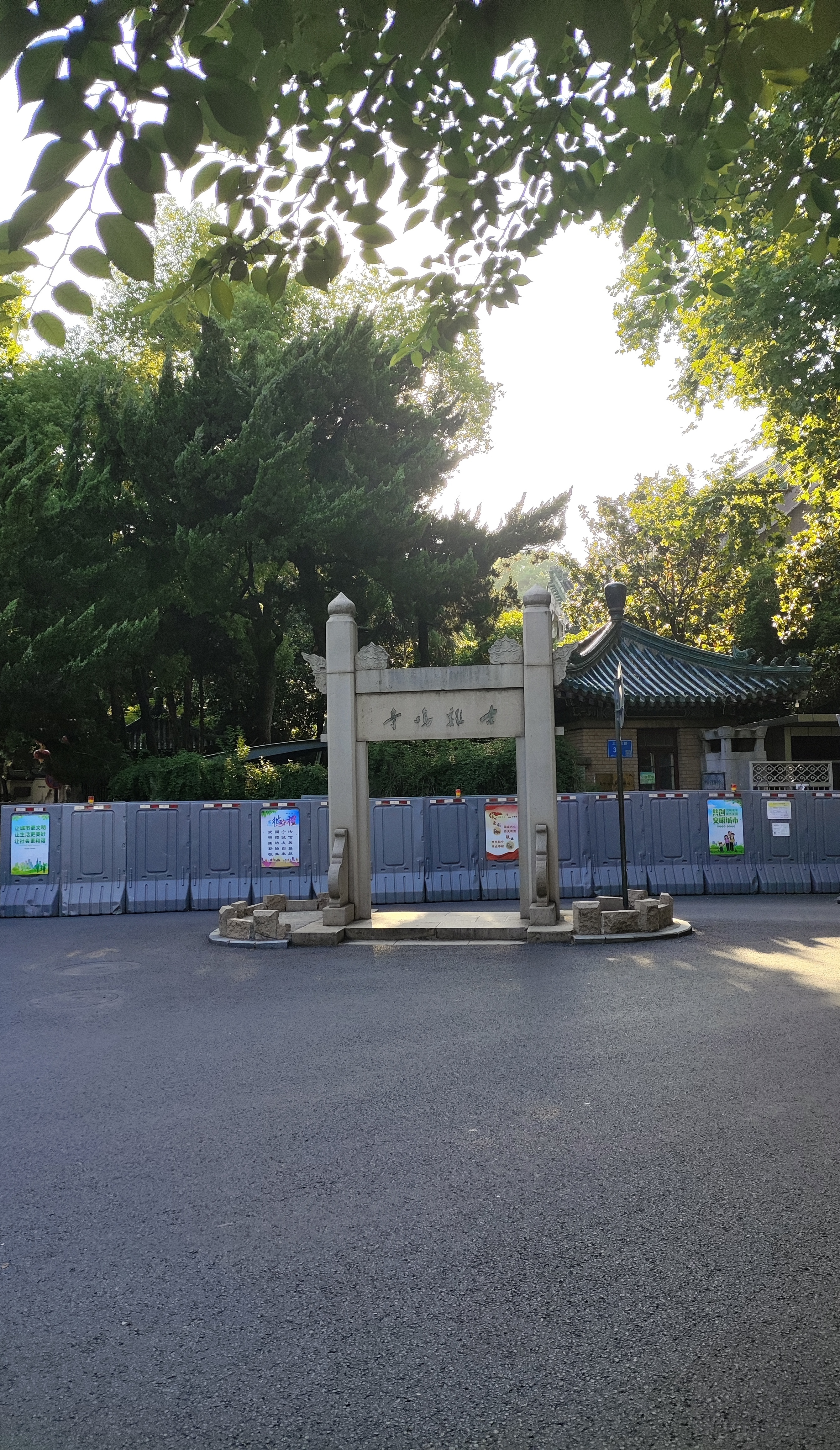
鸡鸣寺外立牌